# Karboksylacja
Karboksylacja – reakcja chemiczna polegająca na przyłączeniu dwutlenku węgla (CO2) do innej cząsteczki chemicznej, z wykorzystaniem energii uzyskanej z defosforylacji ATP. Jest ona katalizowana przez karboksylazy (w których koenzym stanowi zazwyczaj biotyna).
Karboksylacja stanowi m.in. pierwszy etap cyklu Calvina, polegający na przyłączeniu dwutlenku węgla do rybulozo-1,5-bisfosforanu (reakcja katalizowana przez karboksylazę rybulozobifosforanową – RuBisCO).